# Зокијапан (Тепекоакуилко де Трухано)
Зокијапан (шп. Zoquiapan) насеље је у Мексику у савезној држави Гереро у општини Тепекоакуилко де Трухано. Насеље се налази на надморској висини од 1020 м.

## Становништво
Према подацима из 2010. године у насељу су живела 4 становника.

### Хронологија
| Година       | 2000       | 2005      | 2010 |
| ------------ | ---------- | --------- | ---- |
| Становништво | 13 (7 / 6) | 8 (4 / 4) | 4    |

### Попис
| # | Индикатор                     | Вредност |
| - | ----------------------------- | -------- |
| 1 | Укупно домаћинстава           | 23       |
| 2 | Укупно насељених домаћинстава | 1        |
| 3 | Величина локације             | 1        |